# Queen (film, 2014)
Pour les articles homonymes, voir Queen (homonymie).
Cet article concerne le film indien de 2014. Pour le film franco-britannique de 2006, voir The Queen. Pour le film américain de 2019, voir Queens (film).
Pour plus de détails, voir Fiche technique et Distribution.
Queen  est une comédie dramatique indienne, réalisée par Vikas Bahl, sortie en 2014.

## Synopsis
Après que son fiancé (Rajkummar Rao) a annulé leur mariage, Rani (Kangana Ranaut), issue d'une famille conservatrice, décide de partir seule en lune de miel, à Paris puis à Amsterdam.
Pour la jeune fille éconduite, ce voyage sera l'occasion de se découvrir.

## Fiche technique
Sauf indication contraire, les informations mentionnées dans cette section peuvent être confirmées par la base de données cinématographiques IMDb,  présente dans la section « Liens externes ».
- Titre original : Queen
- Réalisation : Vikas Bahl
- Scénario : Vikas Bahl, Chaitally Parmar, Parveez Shaikh
- Casting : Parita Mandalia, Atul Mongia
- Dialogues : Anvita Dutt, Kangana Ranaut
- Costumes : Manoshi Nath, Rushi Sharma
- Son : Sanjay Maurya, Allwin Rego
- Photographie : Siddharth Diwan, Bobby Singh
- Montage : Anurag Kashyap, Abhijit Kokate
- Musique : Amit Trivedi
- Paroles : Anvita Dutt
- Production : Anurag Kashyap, Vikram Malhotra, Vikramaditya Motwane
- Sociétés de production : Viacom18 Motion Pictures, Phantom Films
- Sociétés de distribution : Aanna Films
- Pays d'origine :  Inde
- Langues : Hindi, anglais, français, japonais, néerlandais
- Format : Couleurs - 2,35:1 - DTS / Dolby Digital / SDDS - 35 mm
- Genre : Aventure, comédie romantique, comédie dramatique
- Durée : 146 minutes (2 h 26)
- Dates de sorties en salles :
  - France}: 23 septembre 2015
  - Inde : 7 mars 2014
  - États-Unis : 14 mars 2014

## Distribution
- Kangana Ranaut : Rani
- Lisa Haydon : Vijayalakshmi
- Rajkummar Rao : Vijay
- Mish Boyko : Oleksander
- Jeffrey Ho : Taka
- Joseph Guitobh : Tim
- Marco Canadea : Marcello
- Yogendra Tiku : le père de Rani
- Alka Badola Kaushal : la mère de Rani
- Chinmaya Agrawal : Chintu Mehra
- Tripta Lakhanpal : Dadi
- Nayani Dixit : Sonal
- Sabeeka Imam : Roxette

## Autour du film

### Critiques
En regard du box-office, Queen a reçu des critiques assez positives. Il est évalué à 2,6/5 pour 7 critiques de presse sur Allociné.

« Queen est à la fois joyeux et libertaire, offrant un message d’espoir quant à l’évolution de la condition féminine en Inde. »

— Caroline Vié, 20 minutes, 23 septembre 2015.

« Ça brille, ça chante dans un pur style bollywoodien. Autre qualité : un plaidoyer souriant, mais résolument féministe, pour l'émancipation de toutes les fiancées sentimentales. »

— Cécile Mury, Télérama, 26 septembre 2015.

## Production
Le réalisateur a écrit le script en pensant à Kangana Ranaut. Le film est sorti le même jour que Gulaab Gang — qui réunissait pour la première fois les actrices Madhuri Dixit et Juhi Chawla — et que Total Siyapaa.

## Distinctions
| Date              | Distinction                          | Catégorie                                        | Nom                                                  | Résultat   |
| ----------------- | ------------------------------------ | ------------------------------------------------ | ---------------------------------------------------- | ---------- |
| 3 mai 2014        | Festival du film indien de Melbourne | Meilleure actrice                                | Kangana Ranaut                                       | Lauréat    |
| 8 janvier 2015    | Lions Gold Awards                    | Meilleure actrice dans un second rôle            | Lisa Haydon (en)                                     | Lauréat    |
| 28 septembre 2014 | Jagran Film Festival                 | Meilleure actrice                                | Kangana Ranaut                                       | Lauréat    |
| 28 septembre 2014 | Jagran Film Festival                 | Meilleure direction musicale                     | Amit Trivedi (en)                                    | Lauréat    |
| 28 septembre 2014 | Jagran Film Festival                 | Meilleure chanteuse de play-back                 | Shefali Alvares (en) (pour O Gujariya)               | Lauréat    |
| 15 décembre 2014  | Stardust Awards,                     | Meilleur film                                    | Queen                                                | Lauréat    |
| 15 décembre 2014  | Stardust Awards,                     | Meilleur réalisateur                             | Vikas Bahl                                           | Lauréat    |
| 15 décembre 2014  | Stardust Awards,                     | Meilleure actrice                                | Kangana Ranaut                                       | Lauréat    |
| 15 décembre 2014  | Stardust Awards,                     | Meilleure direction musicale                     | Amit Trivedi (en)                                    | Nomination |
| 15 décembre 2014  | Stardust Awards,                     | Meilleure chanteuse de play-back                 | Neha Kakkar, Sonu Kakkar (en) (pour London Thumakda) | Nomination |
| 18 décembre 2014  | BIG Star Entertainment Awards        | Meilleur réalisateur                             | Vikas Bahl                                           | Lauréat    |
| 18 décembre 2014  | BIG Star Entertainment Awards        | Meilleur film                                    | Queen                                                | Nomination |
| 18 décembre 2014  | BIG Star Entertainment Awards        | Meilleur film de l'année                         | Queen                                                | Nomination |
| 18 décembre 2014  | BIG Star Entertainment Awards        | Meilleure actrice                                | Kangana Ranaut                                       | Nomination |
| 18 décembre 2014  | BIG Star Entertainment Awards        | Meilleure actrice dans un film dramatique social | Kangana Ranaut                                       | Nomination |
| 12 janvier 2015   | Producers Guild Film Awards          | Meilleur réalisateur                             | Vikas Bahl                                           | Lauréat    |
| 12 janvier 2015   | Producers Guild Film Awards          | Meilleure histoire                               | Vikas Bahl, Chaitali Parmar, Parvez Shaikh           | Lauréat    |
| 12 janvier 2015   | Producers Guild Film Awards          | Meilleur scénario                                | Vikas Bahl, Chaitali Parmar, Parvez Shaikh           | Lauréat    |
| 12 janvier 2015   | Producers Guild Film Awards          | Meilleur montage                                 | Anurag Kashyap, Abhijit Kokate                       | Lauréat    |
| 12 janvier 2015   | Producers Guild Film Awards          | Meilleur film                                    | Queen                                                | Nomination |
| 12 janvier 2015   | Producers Guild Film Awards          | Meilleure actrice                                | Kangana Ranaut                                       | Nomination |
| 12 janvier 2015   | Producers Guild Film Awards          | Meilleure actrice dans un second rôle            | Lisa Haydon                                          | Nomination |
| 12 janvier 2015   | Producers Guild Film Awards          | Meilleure direction musicale                     | Amit Trivedi (pour London Thumakda)                  | Nomination |
| 12 janvier 2015   | Producers Guild Film Awards          | Meilleur parolier                                | Anvita Dutt Guptan (pour London Thumakda)            | Nomination |
| 12 janvier 2015   | Producers Guild Film Awards          | Meilleur chanteur de play-back                   | Labh Janjua (pour London Thumakda)                   | Nomination |
| 12 janvier 2015   | Producers Guild Film Awards          | Meilleur dialogue                                | Anvita Dutt Guptan, Kangana Ranaut                   | Nomination |
| 14 janvier 2015   | Screen Awards                        | Meilleur film                                    | Queen                                                | Lauréat    |
| 14 janvier 2015   | Screen Awards                        | Meilleur réalisateur                             | Vikas Bahl                                           | Lauréat    |
| 14 janvier 2015   | Screen Awards                        | Meilleure photographie                           | Bobby Singh                                          | Lauréat    |
| 14 janvier 2015   | Screen Awards                        | Meilleure actrice                                | Kangana Ranaut                                       | Nomination |
| 14 janvier 2015   | Screen Awards                        | Meilleure actrice - critiques                    | Kangana Ranaut                                       | Nomination |
| 14 janvier 2015   | Screen Awards                        | Meilleur acteur dans un second rôle              | Rajkummar Rao                                        | Nomination |
| 14 janvier 2015   | Screen Awards                        | Meilleure actrice dans un second rôle            | Lisa Haydon                                          | Nomination |
| 14 janvier 2015   | Screen Awards                        | Meilleur jeune acteur                            | Chinmaya Agrawal                                     | Nomination |
| 14 janvier 2015   | Screen Awards                        | Meilleure direction musicale                     | Amit Trivedi (pour London Thumakda)                  | Nomination |
| 14 janvier 2015   | Screen Awards                        | Meilleur chanteur de play-back                   | Labh Janjua (pour London Thumakda)                   | Nomination |
| 14 janvier 2015   | Screen Awards                        | Meilleur scénario                                | Vikas Bahl, Chaitali Parmar, Parvez Shaikh           | Nomination |
| 14 janvier 2015   | Screen Awards                        | Meilleur dialogue                                | Anvita Dutt Guptan, Kangana Ranaut                   | Nomination |
| 14 janvier 2015   | Screen Awards                        | Meilleur montage                                 | Anurag Kashyap, Abhijit Kokate                       | Nomination |
| 14 janvier 2015   | Screen Awards                        | Meilleurs costumes                               | Manoshi Nath, Rushi Sharma                           | Nomination |
| 31 janvier 2015   | Filmfare Awards                      | Meilleur film                                    | Queen                                                | Lauréat    |
| 31 janvier 2015   | Filmfare Awards                      | Meilleur réalisateur                             | Vikas Bahl                                           | Lauréat    |
| 31 janvier 2015   | Filmfare Awards                      | Meilleure actrice                                | Kangana Ranaut                                       | Lauréat    |
| 31 janvier 2015   | Filmfare Awards                      | Meilleur montage                                 | Anurag Kashyap, Abhijit Kokate                       | Lauréat    |
| 31 janvier 2015   | Filmfare Awards                      | Meilleure photographie                           | Bobby Singh                                          | Lauréat    |
| 31 janvier 2015   | Filmfare Awards                      | Meilleure musique d'accompagnement               | Amit Trivedi                                         | Lauréat    |
| 31 janvier 2015   | Filmfare Awards                      | Meilleure actrice dans un second rôle            | Lisa Haydon                                          | Nomination |
| 31 janvier 2015   | Filmfare Awards                      | Meilleure direction musicale                     | Amit Trivedi                                         | Nomination |
| 27 février 2015   | Mirchi Music Awards                  | Album de l'année                                 | Queen                                                | Nomination |
| 27 février 2015   | Mirchi Music Awards                  | Parolier débutant de l'année                     | Raghu Nath (pour Ranjha)                             | Nomination |
| 27 février 2015   | Mirchi Music Awards                  | Vocaliste débutant de l'année                    | Rupesh Kumar Ram (pour Ranjha)                       | Lauréat    |
| 27 février 2015   | Mirchi Music Awards                  | Progammeur & Arrangeur de l'année                | Amit Trivedi, Sourav Roy (pour London Thumakda)      | Nomination |
| 27 février 2015   | Mirchi Music Awards                  | Chanson de l'année                               | London Thumakda                                      | Nomination |
| 3 mai 2015        | National Film Awards                 | Meilleur film en langue hindi                    | Queen                                                | Lauréat    |
| 3 mai 2015        | National Film Awards                 | Meilleure actrice                                | Kangana Ranaut                                       | Lauréat    |
| 7 juin 2015       | IIFA Awards                          | Meilleur film                                    | Queen                                                | Lauréat    |
| 7 juin 2015       | IIFA Awards                          | Meilleure actrice                                | Kangana Ranaut                                       | Lauréat    |
| 7 juin 2015       | IIFA Awards                          | Meilleure histoire                               | Vikas Bahl, Chaitali Parmar, Parvez Shaikh           | Lauréat    |
| 7 juin 2015       | IIFA Awards                          | Meilleur scénario                                | Vikas Bahl, Chaitali Parmar, Parvez Shaikh           | Lauréat    |
| 7 juin 2015       | IIFA Awards                          | Meilleur montage                                 | Anurag Kashyap, Abhijit Kokate                       | Lauréat    |
| 7 juin 2015       | IIFA Awards                          | Meilleur réalisateur                             | Vikas Bahl                                           | Nomination |
| 7 juin 2015       | IIFA Awards                          | Meilleure actrice dans un second rôle            | Lisa Haydon                                          | Nomination |